# Rivière Alluviaq
Rivière Alluviaq är ett vattendrag i Kanada.   Det ligger i provinsen Québec, i den östra delen av landet, 1 700 km nordost om huvudstaden Ottawa.
Trakten runt Rivière Alluviaq består i huvudsak av gräsmarker. Trakten runt Rivière Alluviaq är nära nog obefolkad, med mindre än två invånare per kvadratkilometer.